# Buan
Buan (Hán-Việt: Phù An) là một quận ở đạo (tỉnh) Jeolla Bắc, Hàn Quốc.
Buan có diện tích 493,54 km2, dân số năm 2001 là 74.716 người.
Người nổi tiếng địa phương có nhà thơ thời Nhà Triều Tiên Yi Mae-chang (Lý Mai Song).

## Khí hậu
| Dữ liệu khí hậu của Buan                 | Dữ liệu khí hậu của Buan | Dữ liệu khí hậu của Buan | Dữ liệu khí hậu của Buan | Dữ liệu khí hậu của Buan | Dữ liệu khí hậu của Buan | Dữ liệu khí hậu của Buan | Dữ liệu khí hậu của Buan | Dữ liệu khí hậu của Buan | Dữ liệu khí hậu của Buan | Dữ liệu khí hậu của Buan | Dữ liệu khí hậu của Buan | Dữ liệu khí hậu của Buan | Dữ liệu khí hậu của Buan |
| Tháng                                    | 1                        | 2                        | 3                        | 4                        | 5                        | 6                        | 7                        | 8                        | 9                        | 10                       | 11                       | 12                       | Năm                      |
| ---------------------------------------- | ------------------------ | ------------------------ | ------------------------ | ------------------------ | ------------------------ | ------------------------ | ------------------------ | ------------------------ | ------------------------ | ------------------------ | ------------------------ | ------------------------ | ------------------------ |
| Cao kỉ lục °C (°F)                       | 18.6 (65.5)              | 21.1 (70.0)              | 26.3 (79.3)              | 30.9 (87.6)              | 32.7 (90.9)              | 33.2 (91.8)              | 36.6 (97.9)              | 36.6 (97.9)              | 34.3 (93.7)              | 29.5 (85.1)              | 26.8 (80.2)              | 18.5 (65.3)              | 36.6 (97.9)              |
| Trung bình ngày tối đa °C (°F)           | 4.1 (39.4)               | 6.2 (43.2)               | 11.2 (52.2)              | 17.7 (63.9)              | 22.8 (73.0)              | 26.3 (79.3)              | 29.4 (84.9)              | 30.4 (86.7)              | 26.3 (79.3)              | 20.8 (69.4)              | 13.8 (56.8)              | 7.0 (44.6)               | 18.0 (64.4)              |
| Trung bình ngày °C (°F)                  | −0.6 (30.9)              | 1.2 (34.2)               | 5.5 (41.9)               | 11.3 (52.3)              | 16.9 (62.4)              | 21.3 (70.3)              | 25.0 (77.0)              | 25.6 (78.1)              | 20.9 (69.6)              | 14.6 (58.3)              | 8.1 (46.6)               | 2.0 (35.6)               | 12.6 (54.7)              |
| Tối thiểu trung bình ngày °C (°F)        | −5.0 (23.0)              | −3.3 (26.1)              | 0.4 (32.7)               | 5.7 (42.3)               | 11.7 (53.1)              | 17.2 (63.0)              | 21.6 (70.9)              | 21.8 (71.2)              | 16.3 (61.3)              | 9.0 (48.2)               | 3.0 (37.4)               | −2.5 (27.5)              | 8.0 (46.4)               |
| Thấp kỉ lục °C (°F)                      | −22.6 (−8.7)             | −18.7 (−1.7)             | −10.2 (13.6)             | −3.6 (25.5)              | 2.5 (36.5)               | 7.7 (45.9)               | 13.8 (56.8)              | 12.5 (54.5)              | 4.9 (40.8)               | −2.2 (28.0)              | −9.8 (14.4)              | −20.2 (−4.4)             | −22.6 (−8.7)             |
| Lượng Giáng thủy trung bình mm (inches)  | 34.3 (1.35)              | 38.4 (1.51)              | 48.9 (1.93)              | 73.6 (2.90)              | 89.0 (3.50)              | 150.0 (5.91)             | 276.0 (10.87)            | 250.2 (9.85)             | 146.9 (5.78)             | 51.4 (2.02)              | 53.9 (2.12)              | 37.7 (1.48)              | 1.250,4 (49.23)          |
| Số ngày giáng thủy trung bình (≥ 0.1 mm) | 10.2                     | 7.6                      | 8.2                      | 7.3                      | 7.6                      | 8.7                      | 13.1                     | 12.7                     | 8.3                      | 6.3                      | 8.5                      | 9.9                      | 108.4                    |
| Số ngày tuyết rơi trung bình             | 8.8                      | 5.9                      | 1.6                      | 0.1                      | 0.0                      | 0.0                      | 0.0                      | 0.0                      | 0.0                      | 0.1                      | 2.2                      | 6.6                      | 25.2                     |
| Độ ẩm tương đối trung bình (%)           | 76.5                     | 74.3                     | 72.1                     | 71.0                     | 73.9                     | 78.5                     | 82.3                     | 80.7                     | 78.2                     | 74.4                     | 73.9                     | 76.6                     | 76.0                     |
| Số giờ nắng trung bình tháng             | 165.0                    | 178.6                    | 217.1                    | 240.3                    | 253.4                    | 219.0                    | 203.6                    | 227.5                    | 215.9                    | 223.9                    | 169.5                    | 153.7                    | 2.472,9                  |
| Phần trăm nắng có thể                    | 53.0                     | 58.2                     | 58.6                     | 61.2                     | 58.2                     | 50.2                     | 45.9                     | 54.4                     | 58.0                     | 64.0                     | 54.8                     | 50.7                     | 55.6                     |
| Nguồn:                                   |                          |                          |                          |                          |                          |                          |                          |                          |                          |                          |                          |                          |                          |